# 5686 Тійоноура
5686 Тійоноура (5686 Chiyonoura) — астероїд головного поясу, відкритий 20 грудня 1990 року.
Тіссеранів параметр щодо Юпітера — 3,506.